# بازی چندسکویی
در بازی‌های ویدئویی با قابلیت آنلاین، بازی چندسکویی (به انگلیسی: Cross-platform play) یا کراس‌پلی (به انگلیسی: crossplay)، به امکان بازی کردن همزمان دو بازیکن با یکدیگر در سکوهای مختلف (مثل کنسول با رایانه شخصی) گفته می‌شود. معمولاً این تعریف برای بازی کردن همزمان دو بازیکن در دو کنسول مختلف به کار می‌رود. یک مفهوم مرتبط، کراس‌سیو (به انگلیسی: cross-save) نام دارد، در این حالت پیشرفت بازیکن در سرورهای جداگانه ذخیره می‌شود ولی می‌توان آن را در یک سخت‌افزار دیگر ادامه داد.
کراس‌پلی به مفهوم چندسکویی ربط دارد ولی متمایز از آن است، در چندسکویی از زبان‌ها و ابزارهای نرم‌افزاری جهت نصب نرم‌افزار در چندین سیستم عامل استفاده می‌کند.
بازی چندسکویی اگرچه از نظر فنی با سخت‌افزار رایانه امروزی امکان‌پذیر است، اما به‌طور کلی توسط دو عامل مانع می‌شود. اولین عامل، تفاوت در طرح‌های کنترلی بین رایانه‌های شخصی و کنسول‌ها است، کنترل‌های صفحه‌کلید و ماوس به بازیکنان کامپیوتر مزیتی می‌دهد که به راحتی قابل رفع نیست. دومین عامل، مربوط به سرویس‌های آنلاین است که در کنسول‌ها استفاده می‌شوند، این سرویس‌ها برای ایجاد محیطی ایمن و سازگار به بازیکنان تعهد می‌دهند که در حالت بازی چندسکویی، ممکن است این مورد نقض شود.
تا سپتامبر ۲۰۱۸، سونی اینتراکتیو انترتینمنت برای بازی‌های دارای ویژگی چندسکویی در پلی‌استیشن ۴، با سایر کنسول‌ها محدودیت ایجاد کرد که اختلافاتی بین بازیکنان بازی‌های معروف مانند راکت لیگ و فورتنایت بتل رویال ایجاد شد. در سپتامبر ۲۰۱۸، سونی موضع خود را تغییر داد و آزمایش بتا را برای بازی چندسکویی فورتنایت را آغاز کرد. سونی رسماً اعلام کرد که به هر توسعه دهنده ای اجازه می‌دهد تا از بازی چندسکویی در اکتبر ۲۰۱۹ پشتیبانی کند.